# Amt Hohnstein
Das Amt Hohnstein war ein historisches Verwaltungsgebiet des Königreichs Hannover bzw. der preußischen Provinz Hannover.

## Geschichte
Das Amt geht auf die 1803 endgültig von Hannover erworbene Grafschaft Hohnstein zurück und wurde 1852 durch die Vereinigung des für das Stift Ilfeld bestehenden Stiftsamts Ilfeld, des Bezirks der Hohnsteinischen Kanzlei zu Neustadt unterm Hohnstein und des Gräflich Stolberg-Wernigerödischen Forstamts Sophienhof in der Grafschaft Hohnstein gebildet. Amtssitz war zunächst Neustadt unterm Hohnstein, ab 1859 Ilfeld. Übergeordnete Verwaltungsebene war die Landdrostei Hildesheim. Gemeinsam mit den Ämtern Elbingerode und Zellerfeld sowie dem Communion-Bergamtsbezirk Goslar bildete das Amt in preußischer Zeit den (Steuer-)Kreis Zellerfeld. 1885 wurde die Kreisverfassung eingeführt und das Amt in den neuen Kreis Ilfeld überführt.

## Umfang
Bei seiner Aufhebung (1885) umfasste das Amt folgende Gemeinden:
| - Appenrode - Bösenrode - Buchholz - Harzungen - Hohnsteinsche Forst (mit Rothesütte) | - Ilfeld - Krimderode - Leimbach (ab 1700) - Neustadt unterm Hohnstein - Niedersachswerfen | - Osterode - Petersdorf - Rüdigsdorf - Sophienhof - Steigerthal | - Sülzhayn - Urbach - Werna - Wiegersdorf |

## Amtmänner
- 1851–1859: Carl Heinrich Wilhelmi, Hofrat
- 1859–1863: Ludwig Philipp Meyer, Amtmann, ab 1862 Oberamtmann
- 1863–1867: Friedrich Otto Ludwig Wynecken, Geheimer Regierungsrat
- 1868–1885: Bernhard von Fumetti, Amtmann (1885–1900 Landrat des Kreises Ilfeld)